# Jean Zerbo
Pour les articles homonymes, voir Zerbo (homonymie).
Jean Zerbo, né le 27 décembre 1943 à Ségou au Soudan français, est un prélat catholique malien, archevêque de Bamako de 1998 à 2024 et cardinal depuis 2017.

## Biographie

### Études et prêtrise
Jean Zerbo est né le 27 décembre 1943 à Ségou, située dans l'actuelle région éponyme, au Mali. Le 10 juillet 1971, il est ordonné prêtre pour le diocèse de Ségou par Pierre-Louis Leclerc, son évêque. En décembre 1975, il est étudiant à Lyon et à Rome. C'est en 1982 qu'il retourne au Mali où il est affecté à la paroisse de Markala. 

### Épiscopat
Le 21 juin 1988, il est nommé évêque auxiliaire de Bamako, avec le titre d’évêque titulaire d’Accia. Il est consacré le 20 novembre suivant par le cardinal Jozef Tomko, préfet de la Congrégation pour l'évangélisation des peuples. 
Le 19 décembre 1994, il est transféré au diocèse de Mopti. Le 27 juin 1998, il devient archevêque métropolitain de Bamako.
Le 21 mai 2017, à la fin du Regina Cœli, François annonce sa création comme cardinal lors du consistoire du 28 juin suivant,. Il reçoit alors le titre de Sant'Antonio da Padova in Via Tuscolana, titre dont il prend possession le 12 novembre suivant.
Il atteint la limite d'âge le 27 décembre 2023, ce qui l'empêche de participer aux votes lors du prochain conclave.
Il démissionne de sa fonction d'archevêque de Bamako le 25 juillet 2024,.